# Erik Palmer-Brown
Erik Palmer-Brown (Napoleon, 24 april 1997) is een Amerikaans voetballer die doorgaans als centrale verdediger speelt. Hij verruilde Sporting Kansas City in januari 2018 voor Manchester City. Palmer-Brown debuteerde in 2018 in het Amerikaans voetbalelftal.

## Clubcarrière
Palmer-Brown werd in 2009 opgenomen in de jeugdopleiding van Sporting Kansas City. Op 2 augustus 2013 tekende de centrumverdediger zijn eerste profcontract. In januari 2014 werd een bod van Juventus op de jongeling afgeslagen door Kansas City. Op 18 mei 2014 debuteerde Palmer-Brown in de Major League Soccer tegen Chicago Fire. Hij werd na 64 minuten uitgesloten na twee gele kaarten. Eerder in de wedstrijd veroorzaakte hij een strafschop. Kansas City verloor met 2–1 in Chicago.

## Clubstatistieken
| Seizoen | Club                 | Competitie           | Competitie | Competitie | Beker | Beker | Internationaal | Internationaal | Totaal | Totaal |
| Seizoen | Club                 | Competitie           | Wed.       | Dlp.       | Wed.  | Dlp.  | Wed.           | Dlp.           | Wed.   | Dlp.   |
| ------- | -------------------- | -------------------- | ---------- | ---------- | ----- | ----- | -------------- | -------------- | ------ | ------ |
| 2014    | Sporting Kansas City | Major League Soccer  | 3          | 0          | 2     | 0     | 1              | 0              | 6      | 0      |
| 2015    | Sporting Kansas City | Major League Soccer  | 7          | 0          | 0     | 0     | 0              | 0              | 7      | 0      |
| 2015/16 | → FC Porto II        | Segunda Liga         | 11         | 0          | 0     | 0     | 0              | 0              | 11     | 0      |
| 2016/17 | → FC Porto II        | Segunda Liga         | 6          | 0          | 0     | 0     | 0              | 0              | 6      | 0      |
| 2017    | → Swope Park Rangers | United Soccer League | 6          | 0          | 0     | 0     | 0              | 0              | 6      | 0      |
| 2017    | Sporting Kansas City | Major League Soccer  | 10         | 0          | 2     | 0     | 0              | 0              | 12     | 0      |
| 2017/18 | Manchester City      | Premier League       | —          | —          | —     | —     | —              | —              | 0      | 0      |
| 2017/18 | → KV Kortrijk        | Eerste klasse        | 9          | 0          | 0     | 0     | —              | —              | 9      | 0      |
| 2018/19 | → NAC Breda          | Eredivisie           | 0          | 0          | 0     | 0     | —              | —              | 0      | 0      |
| Totaal  | Totaal               | Totaal               | 52         | 0          | 4     | 0     | 1              | 0              | 57     | 0      |

Bijgewerkt t/m 8 juli 2018

## Interlandcarrière
Palmer-Brown kwam uit voor diverse Amerikaanse nationale jeugdelftallen. Hij debuteerde in 2018 in het Amerikaans voetbalelftal, tijdens een met 3–0 gewonnen oefeninterland tegen Bolivia.